# 軌道運動
軌道運動在物理學中可以是行星在行星軌道上的運動，或是電子環繞著核的運動，還可以是在任何一個系統內的一個部分的運動。在量子力學中，軌道運動提了角動量，同時也提供了自旋。